# 蒙德马桑站
蒙德马桑站是法国的一个铁路车站，位于法国西南部城市，朗德省省会蒙德马桑。

## 位置
蒙德马桑站位于蒙德马桑市区的南部。车站大致呈东西走向，开口朝北。

## 车站历史
蒙德马桑站建于1856年，历史上曾为一个区域性的铁路枢纽，但现仍有客运列车的铁路仅有莫桑克斯－巴涅尔铁路的蒙德马桑以西的路段，因此事实上蒙德马桑站现为一个半尽头式车站。
规划中的波尔多－西班牙高速铁路将经过蒙德马桑附近，并有可能利用既有线改造来连接蒙德马桑站。

## 停靠线路
以下列车线路在蒙德马桑站停靠：
| 蒙德马桑站列车线路表 |      |            |          |              |
| 线路                 | 车种 | 上一站     | 下一站   | 大致运行频率 |
| 波尔多—蒙德马桑      | TER  | 伊戈斯     | （终点） | 每天7趟左右  |
| 莫桑克斯—蒙德马桑    | TER  | 圣马丁多内 | （终点） | 每天2趟左右  |
| 1.                   |      |            |          |              |

## 配套交通

### 长途客车
蒙德马桑站对应的大巴车上下车地点位于车站前方的空地上。
| 停靠蒙德马桑站的大巴车 |                                            |                                                                        |
| 上下车地点             | 运营单位                                   | 主要目的地                                                             |
| 蒙德马桑站门口         | 阿基坦城际客运 Car Aquitaine               | 阿让 · 波城 · 塔布 · 欧什 · 图卢兹                                     |
| 蒙德马桑站门口         | 朗德省城际客运 XL'R （页面存档备份，存于） | 达克斯 · 米格龙 · 阿热特莫                                             |
| 蒙德马桑站门口         | SNCF                                       | （当某条铁路线施工或罢工时，SNCF可能会提供途径该线路沿途站点的大巴车） |
| 1. 2. 3.               |                                            |                                                                        |

### 市内交通
| 蒙德马桑站附近的市内公交线路 |                |                                                  |
| 公交车站名称                 | 位置           | 停靠线路                                         |
| Gare SNCF 火车站             | 蒙德马桑站前方 | D 火车站（Gare SNCF） ↔ 巴唐（Battan） N 火车站（Gare SNCF）（市区环线） |
| 1.                           |                |                                                  |

## 临近车站
| 蒙德马桑站（Gare de Mont-de-Marsan） |                      |          |
| 上行车站                             | 线路                 | 下行车站 |
| 圣马丁多内站 13.3km ←                | 莫桑克斯－巴涅尔铁路 | （终点） |
| - 本表仅显示运营中的线路及车站 1.    |                      |          |